# Ozgol
Ozgol est un quartier au nord-est de Téhéran, en Iran.